# Dominique Pire
Georges Charles Clement Ghislain Pire, mais conhecido como Dominique Pire (Dinant, 10 de fevereiro de 1910 — Louvain, 30 de janeiro de 1969), foi um religioso dominicano belga.
Sentindo bem jovem a vocação religiosa, entrou no Seminário em 1932 e fez os seus votos religiosos em 1932, tomando o nome de "Dominique Pire". Continuou estudando teologia e ciências sociais na Universidade Dominicana Angelicum de Roma. Doutorou-se em 1934 e foi para o Convento de La Sarthe, na cidade belga de Huy onde se dedicou a ajudar as famílias mais necessitadas.
Durante a Segunda Guerra Mundial Pire serviu como capelão da resistência belga e participou activamente ajudando a passar clandestinamente pilotos aliados para fora do país, uma tarefa que lhe foi reconhecida depois da guerra pelo Governo do seu país. 
Em 1949 começou a trabalhar com os refugiados e deslocados de guerra, escrevendo uma obra (Du Rhin au Danube avec 60,000 D. P.) alertando para o tema. Fundou a Europe du Coeur au Service du Monde, uma organização de ajuda aos refugiados. 
Graças às ajudas recebidas conseguiu construir uma série de campos para auxiliar os refugiados provenientes da Áustria e da Alemanha. Apesar de ser um religioso, não efectuava qualquer tipo de discriminação relativamente as crenças dos refugiados.
Em 1958 a Fundação Nobel atribuiu-lhe o Prémio Nobel da Paz pela sua liderança da «L'Europe du Coeur au Service du Monde», uma organização de ajuda aos refugiados. Em 11 de dezembro de 1958 apresentou sua Nobel Lecture com o título "Brotherly Love: Foundation of Peace".
Depois de ser galardoado com o Prémio Nobel, criou a Universidade da Paz que se destinava a promover o entendimento e concórdia universal. Posteriormente fundou a organização «Îles de paix» (Ilhas da Paz), uma ONG dedicada ao desenvolvimento das populações rurais dos países em via de desenvolvimento, iniciando as actividades no Bangladesh em 1962 e na Índia em 1968.